# 594782 Kacperwierzchos
594782 Kacperwierzchos este o planetă minoră (asteroid) din centura de asteroizi. A fost descoperită pe 2 decembrie 2013 la  de . 
Obiectul prezintă o orbită caracterizată de o semiaxă mare de 2,5415960587055 UAi, o excentricitate de 0,31892422601965, o înclinație de 5,1608017926693 ° în raport cu ecliptica.